# Judo-Grand-Slam-Turnier in Brasilien
Das Grand-Slam-Turnier in Brasilien ist ein Judo-Turnier, das von 2009 bis 2012 in Rio de Janeiro ausgetragen wurde. Nach sieben Jahren fand 2019 ein Grand-Slam-Turnier in Brasília statt.
Der Russe Alim Gadanow, die Französin Lucie Décosse und der Niederländer Elco van der Geest konnten 2009 und 2010 gewinnen. Danach gelang nur noch einem Judoka ein zweiter Titelgewinn: Der Russe Musa Moguschkow gewann 2011 in Rio de Janeiro und 2019 in Brasília.

## Siegerliste des Turniers 2009
Das erste Grand-Slam-Turnier in Brasilien fand am 4. und 5. Juli 2009 in Rio de Janeiro statt. Einziger brasilianischer Sieger war Daniel Hernandes im Schwergewicht.
| Gewichtsklasse     | Männer             | Frauen              |
| ------------------ | ------------------ | ------------------- |
| Superleichtgewicht | Ludwig Paischer    | Frédérique Jossinet |
| Halbleichtgewicht  | Alim Gadanow       | Yuka Nishida        |
| Leichtgewicht      | Dirk Van Tichelt   | Telma Monteiro      |
| Halbmittelgewicht  | Iwan Nifontow      | Claudia Malzahn     |
| Mittelgewicht      | Kirill Denissow    | Lucie Décosse       |
| Halbschwergewicht  | Elco van der Geest | Céline Lebrun       |
| Schwergewicht      | Daniel Hernandes   | Mika Sugimoto       |

## Siegerliste des Turniers 2010
Das zweite Grand-Slam-Turnier in Brasilien fand am 22. und 23. Mai 2010 in Rio de Janeiro statt. Einziger brasilianischer Sieger war Hugo Pessanha im Mittelgewicht.
| Gewichtsklasse     | Männer               | Frauen          |
| ------------------ | -------------------- | --------------- |
| Superleichtgewicht | Hiroaki Hiraoka      | Tomoko Fukumi   |
| Halbleichtgewicht  | Alim Gadanow         | Misato Nakamura |
| Leichtgewicht      | Hiroyuki Akimoto     | Kaori Matsumoto |
| Halbmittelgewicht  | Tomislav Marijanović | Yoshie Ueno     |
| Mittelgewicht      | Hugo Pessanha        | Lucie Décosse   |
| Halbschwergewicht  | Elco van der Geest   | Ruika Satō      |
| Schwergewicht      | Kazuhiko Takahashi   | Lucija Polavder |

## Siegerliste des Turniers 2011
Das dritte Grand-Slam-Turnier in Brasilien fand am 18. und 19. Juni 2011 in Rio de Janeiro statt. Mit Érika Miranda, Leandro Guilheiro, Mayra Aguiar und João Schlittler gewannen vier brasilianische Judokas.
| Gewichtsklasse     | Männer            | Frauen           |
| ------------------ | ----------------- | ---------------- |
| Superleichtgewicht | Hirofumi Yamamoto | Haruna Asami     |
| Halbleichtgewicht  | Musa Moguschkow   | Érika Miranda    |
| Leichtgewicht      | Riki Nakaya       | Corina Stefan    |
| Halbmittelgewicht  | Leandro Guilheiro | Kana Abe         |
| Mittelgewicht      | Takashi Ono       | Yoriko Kunihara  |
| Halbschwergewicht  | Takamasa Anai     | Mayra Aguiar     |
| Schwergewicht      | João Schlittler   | Megumi Tachimoto |

## Siegerliste des Turniers 2012
Das vierte Grand-Slam-Turnier in Brasilien fand am 9. und 10. Juni 2012 in Rio de Janeiro statt. Mit Eleudis Valentim, Marcelo Contini, Victor Penalber, Mariana Barros und Nadia Merli gewannen fünf brasilianische Judokas. Nachdem 2010 und 2011 japanische Judokas jeweils acht Siege erkämpft hatten, waren diesmal keine japanischen Judokas dabei.
| Gewichtsklasse     | Männer              | Frauen                   |
| ------------------ | ------------------- | ------------------------ |
| Superleichtgewicht | Bekir Ozlu          | Paula Pareto             |
| Halbleichtgewicht  | Denis Lawrentiew    | Eleudis Valentim         |
| Leichtgewicht      | Marcelo Contini     | Jovana Rogić             |
| Halbmittelgewicht  | Victor Penalber     | Mariana Barros           |
| Mittelgewicht      | Warlam Liparteliani | Nadia Merli              |
| Halbschwergewicht  | Irakli Zirekidse    | Kayla Harrison           |
| Schwergewicht      | Adam Okruaschwili   | Vanessa Martina Zambotti |

## Siegerliste des Turniers 2019
Nach sieben Jahren Unterbrechung fand 2019 wieder ein Grand-Slam-Turnier in Brasilien statt. Dieses wurde vom 6. bis zum 8. Oktober in Brasília ausgetragen. Mit Allan Kuwabara, Daniel Cargnin, Ketleyn Quadros und Beatriz Souza gewannen vier brasilianische Judokas.
| Gewichtsklasse     | Männer                  | Frauen              |
| ------------------ | ----------------------- | ------------------- |
| Superleichtgewicht | Allan Kuwabara          | Catarina Costa      |
| Halbleichtgewicht  | Daniel Cargnin          | Odette Giuffrida    |
| Leichtgewicht      | Musa Moguschkow         | Nekoda Smythe-Davis |
| Halbmittelgewicht  | Takanori Nagase         | Ketleyn Quadros     |
| Mittelgewicht      | Nikoloz Sherazadishvili | Yuri Alvear         |
| Halbschwergewicht  | Kentaro Iida            | Kaliema Antomarchi  |
| Schwergewicht      | Teddy Riner             | Beatriz Souza       |